# Рускеальский экспресс
«Рускеальский экспресс» — фирменный ретропоезд № 921/922, № 923/924, №925/926 и №938-940/939/937, курсирующий по маршруту Сортавала — Горный парк Рускеала — Сортавала. На сегодняшний день единственный в России ежедневный поезд на паровозной тяге. Последний пассажирский поезд на паровозной тяге в России курсировал до 1986 года на линии Олонец — Янисъярви.

## Маршрут и подвижной состав
Поезд курсирует с 1 июня 2019 года, средняя скорость поезда составляет 40—60 км/ч, а время в пути — 1 час. Официальное наименование «Рускеальский экспресс» поезд получил по пункту назначения — горному парку «Рускеала». Поезд состыкован по расписанию со скоростным электропоездом «Ласточка» Санкт-Петербург — Сортавала.
Вагоны поезда выкрашены в синий цвет и содержат опознавательные надписи на английском и русском языках.
Состав поезда состоит из пяти вагонов — четырёх купейных со 172 местами для сидения и вагона-ресторана, вместимость ретро-поезда соответствует, таким образом, количеству пассажирских мест в «Ласточке».
Интерьер состава и форма работников поезда оформлены в стиле конца XIX — начала XX веков.
Историческое оформление вагонов осуществлялось на Воронежском вагоноремонтном заводе.
Локомотивами состава выступают советские паровозы Л, ЛВ, Э, СО, П36, Су.

## История и перспективы
В первый рейс «Рускеальский экспресс» отправился 1 июня 2019 года. В честь этого события на станции Сортавала решили воссоздать историческую эпоху. Первых пассажиров встречали «люди из прошлого» в аутентичных костюмах конца XIX — начала XX веков.
Запуск прямого поезда до одной из главных достопримечательностей Карелии стал возможен после ремонта. «Для организации паровозного движения на участке Сортавала — Горный парк Рускеала мы восстановили почти 2,5 км пути, отремонтировали платформу станции Сортавала и поворотный круг бывшего веерного локомотивного депо, провели реконструкцию инженерных коммуникаций для снабжения паровоза водой и его технического обслуживания. Рядом с парком была построена временная платформа для приема ретро-поезда», — сообщил заместитель генерального директора ОАО «РЖД» Дмитрий Пегов.
Запуск «Рускеальского экспресса», подвозящего туристов непосредственно к Мраморному каньону, позволяет увеличить турпоток на 20 %. Уже за первый месяц курсирования экспресса им воспользовалось 3600 пассажиров.
В августе 2019 года ко Дню железнодорожника была выпущена карта «Тройка», на которой изображен «Рускеальский экспресс». Всего было выпущено триста экземпляров, часть из которых поступила в продажу в кассы Московского метрополитена. В ноябрьские праздники 2019 года студенты Карельского колледжа культуры и искусств сыграли в «Рускеальском экспрессе» спектакль с эффектом погружения.
К лету 2020 года планировалось продлить линию на 1 км от временной станции в парке до мраморного железнодорожного вокзала, сохранившегося с начала XX века, однако впоследствии от этой идеи отказались.
26 декабря 2020 года, в Рускеала состоялось торжественное открытие разворотного круга для паровозов, который позволяет использовать для «Рускеальского экспресса» один паровоз вместо двух.
Железнодорожники уверены, что сам процесс смены направления движения паровоза на конечной станции, его заправка водой и другое обслуживание привлечёт туристов, которые смогут увидеть весь технический процесс своими глазами.

## Галерея

### Общий вид

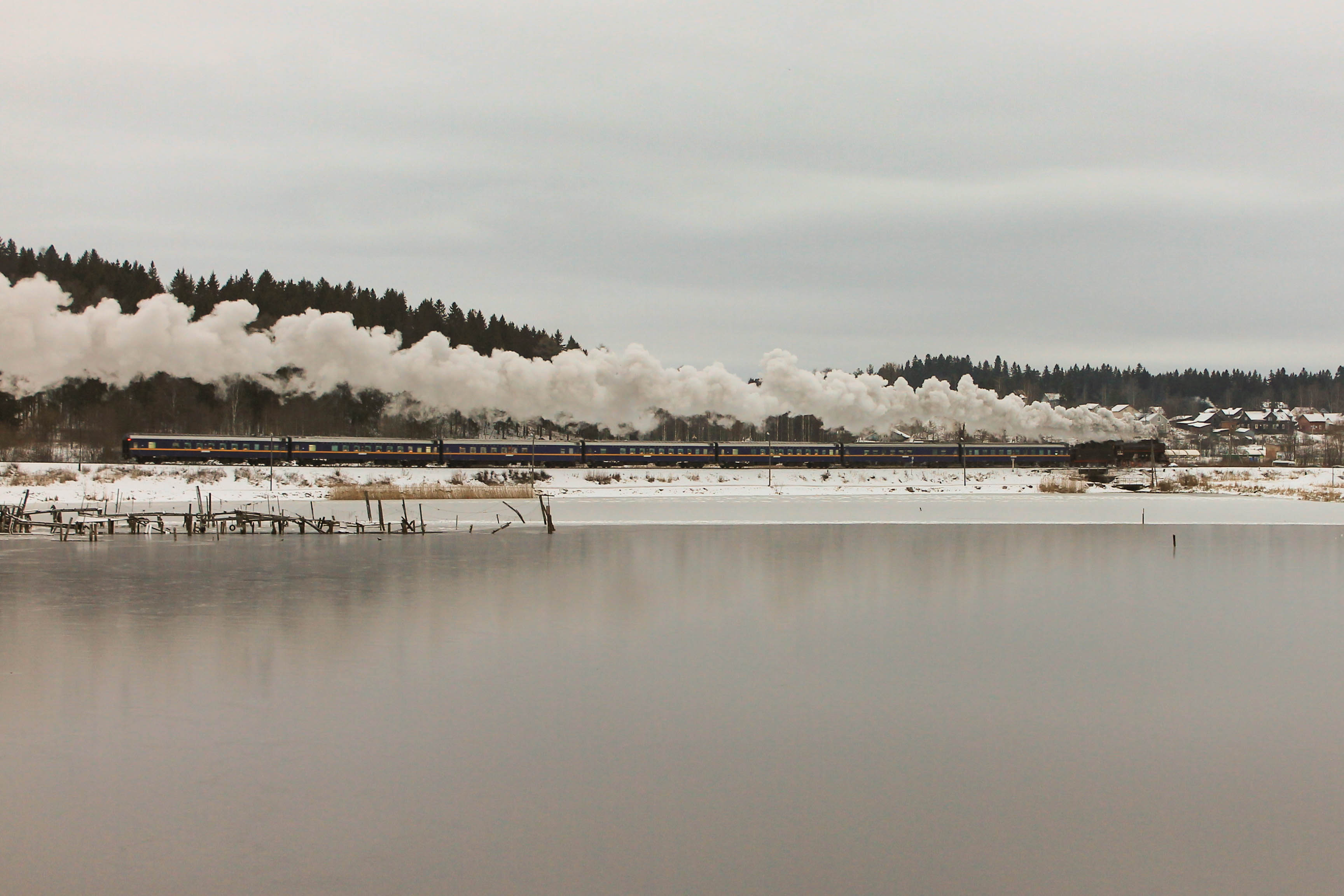
Экспресс пересекает залив Вакколахти в Сортавале
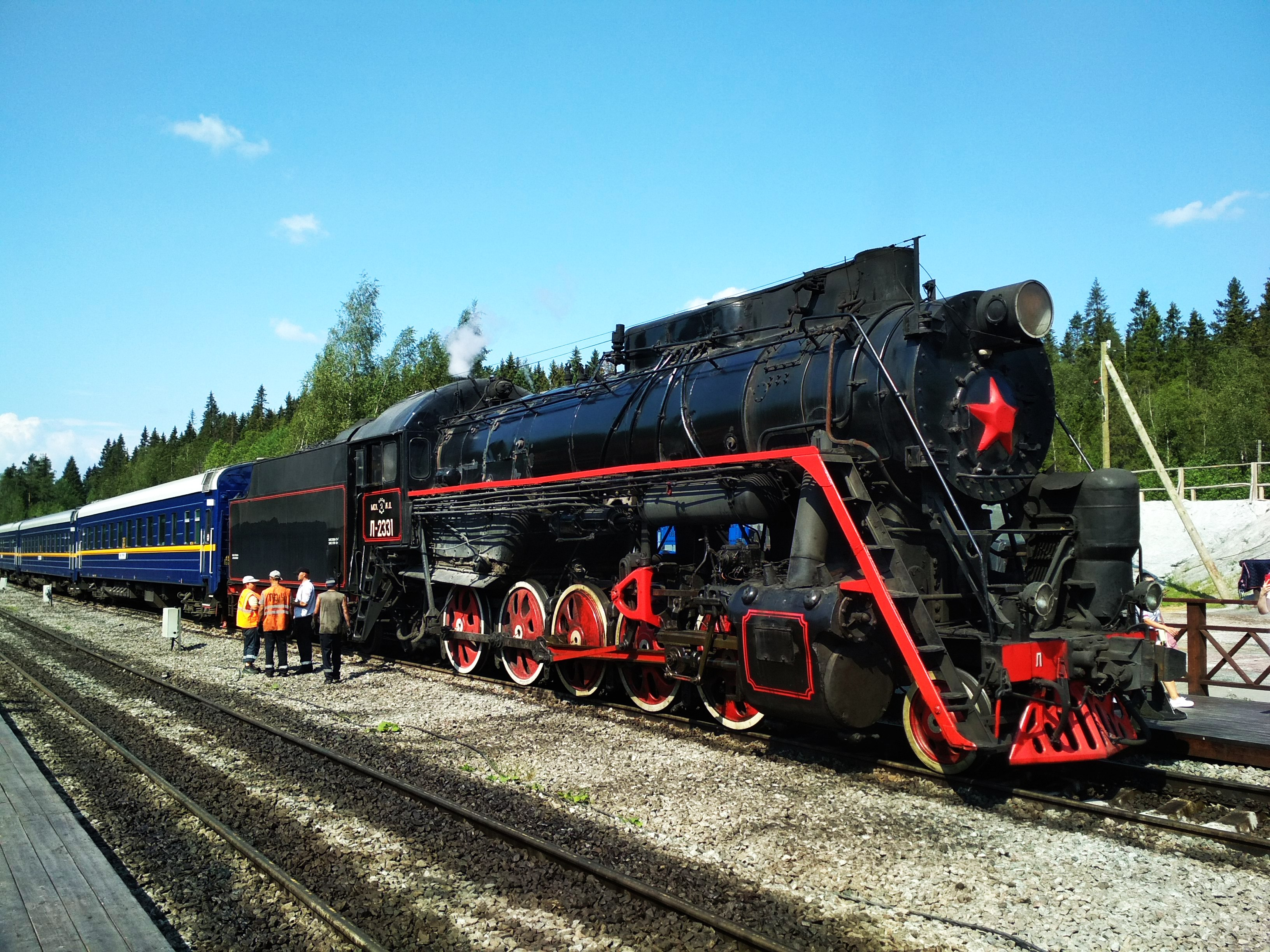
Экспресс с паровозом Л-2331 в Рускеале летом 2021 года
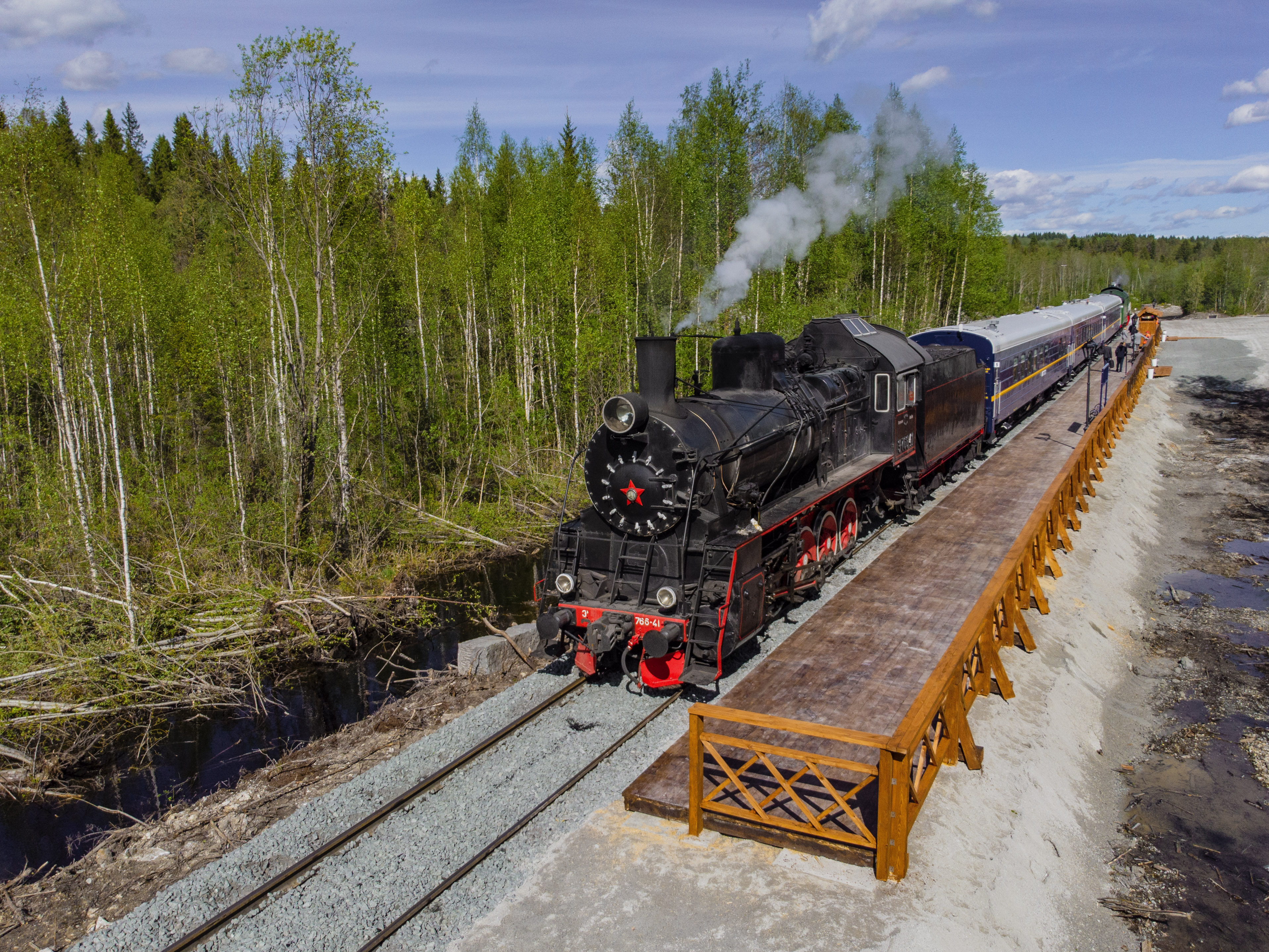
Экспресс с паровозом Эр-766-41 в Рускеале летом 2019 года
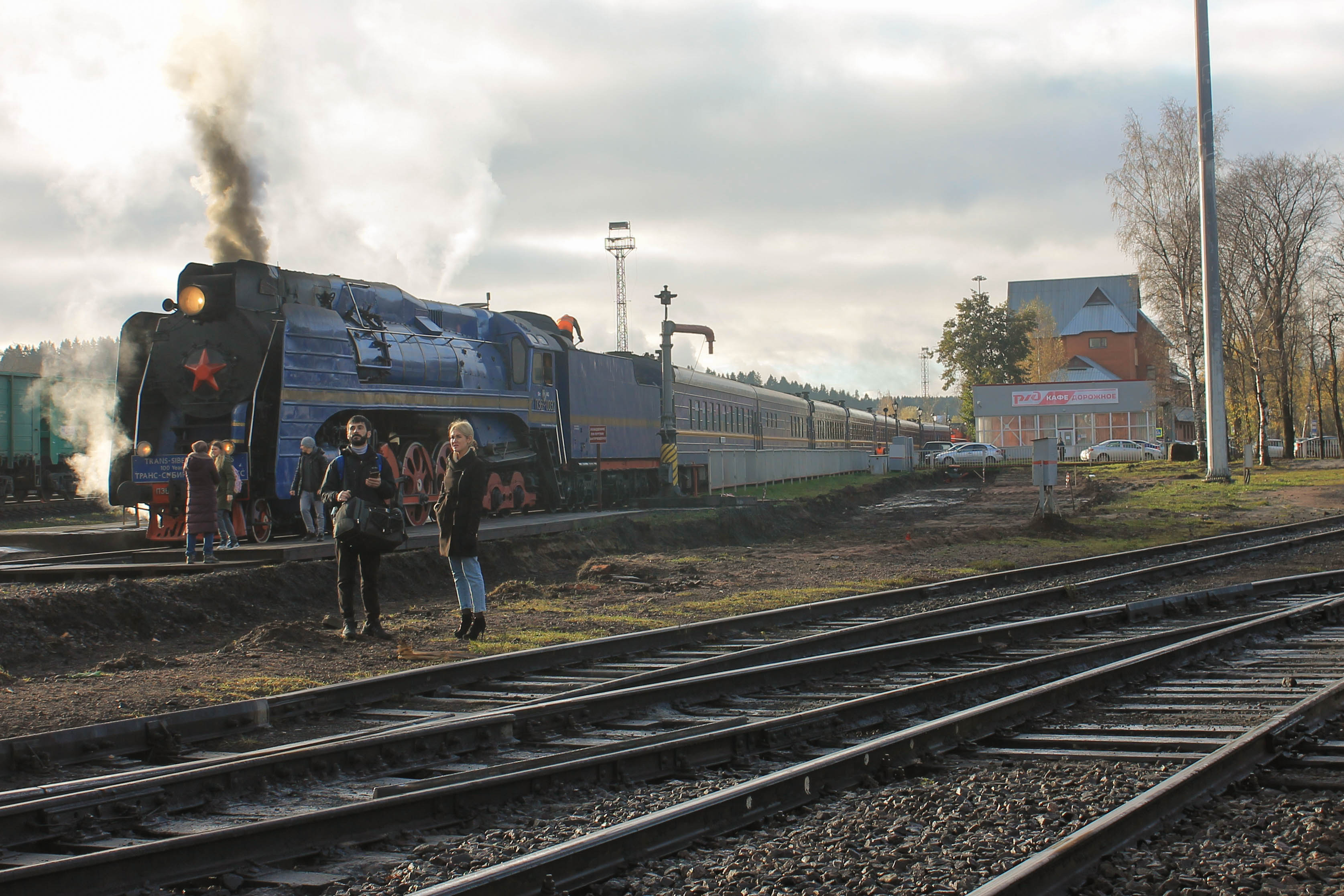
C паровозом П36-0032 в Сортавале осенью 2020 года
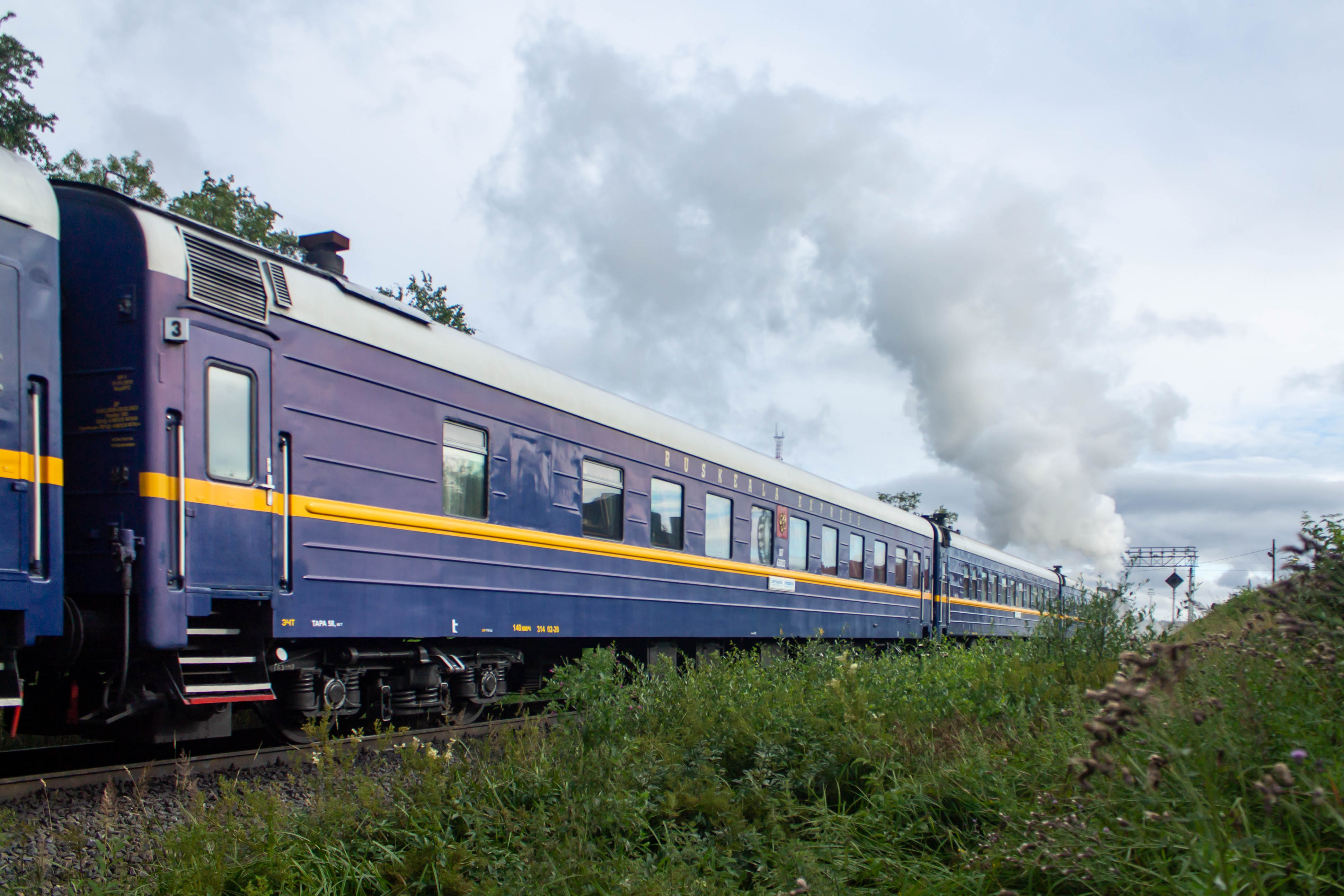
Вагоны поезда
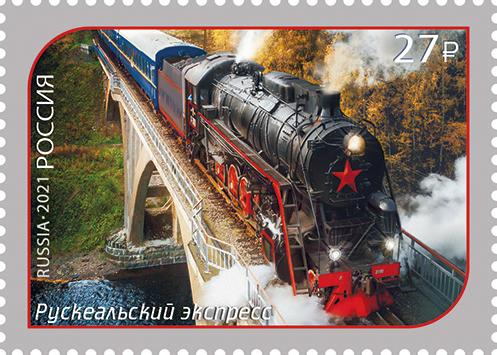
Почтовая марка

### Интерьеры вагонов

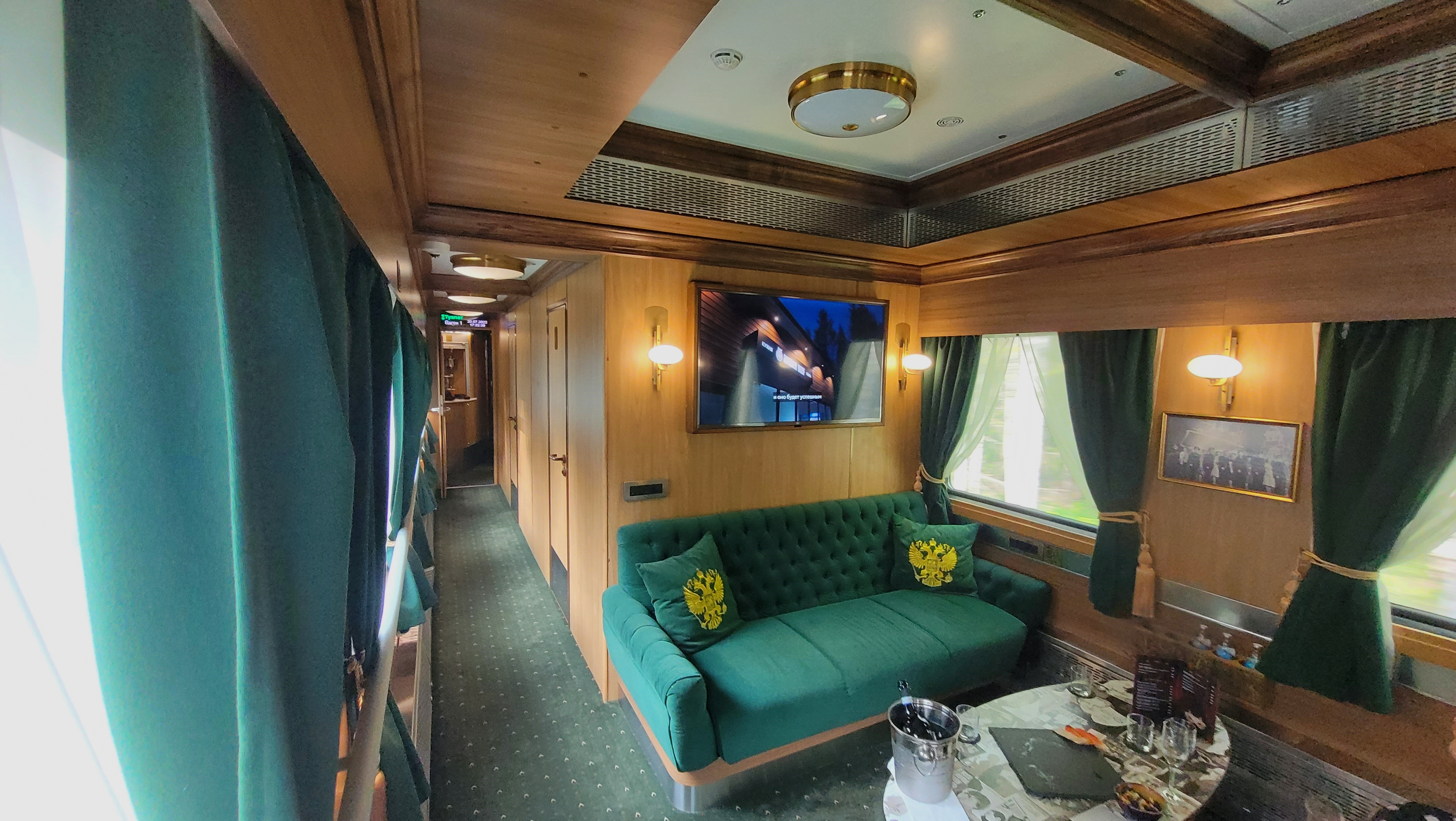
Лаунж-зона в купейном сидячем вагоне 1 класса
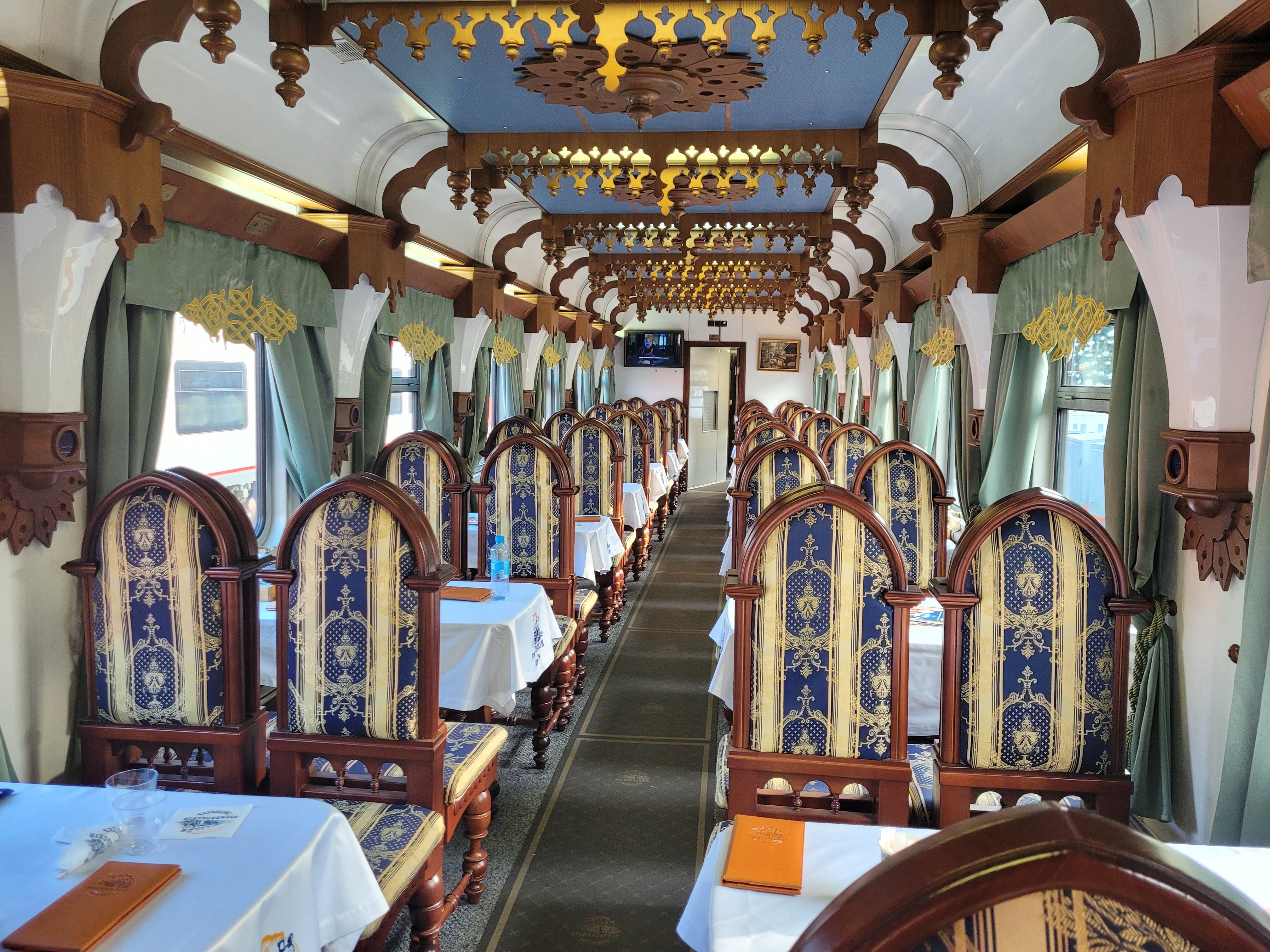
Сидячий вагон-ресторан
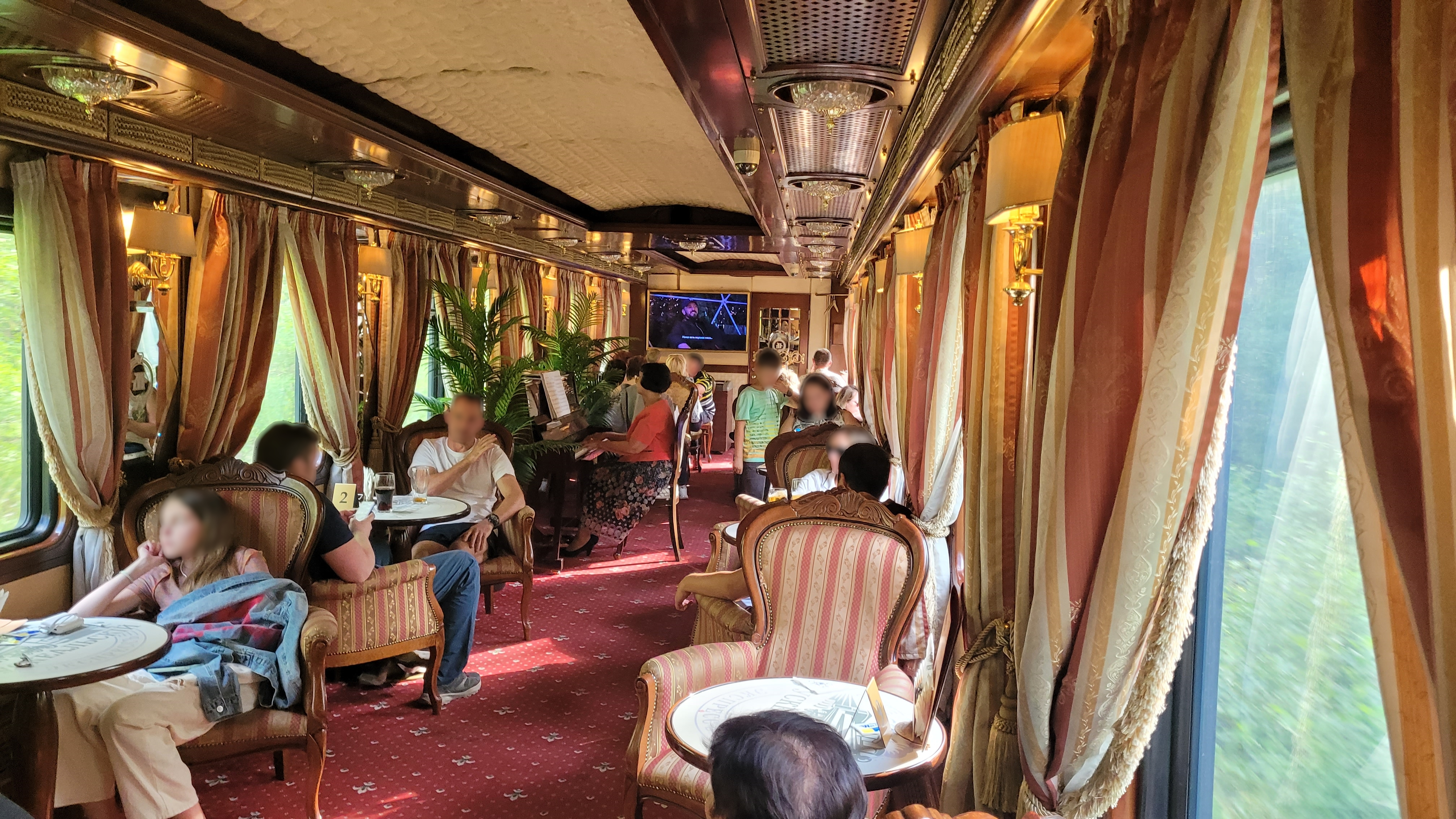
Музыкальный вагон-ресторан
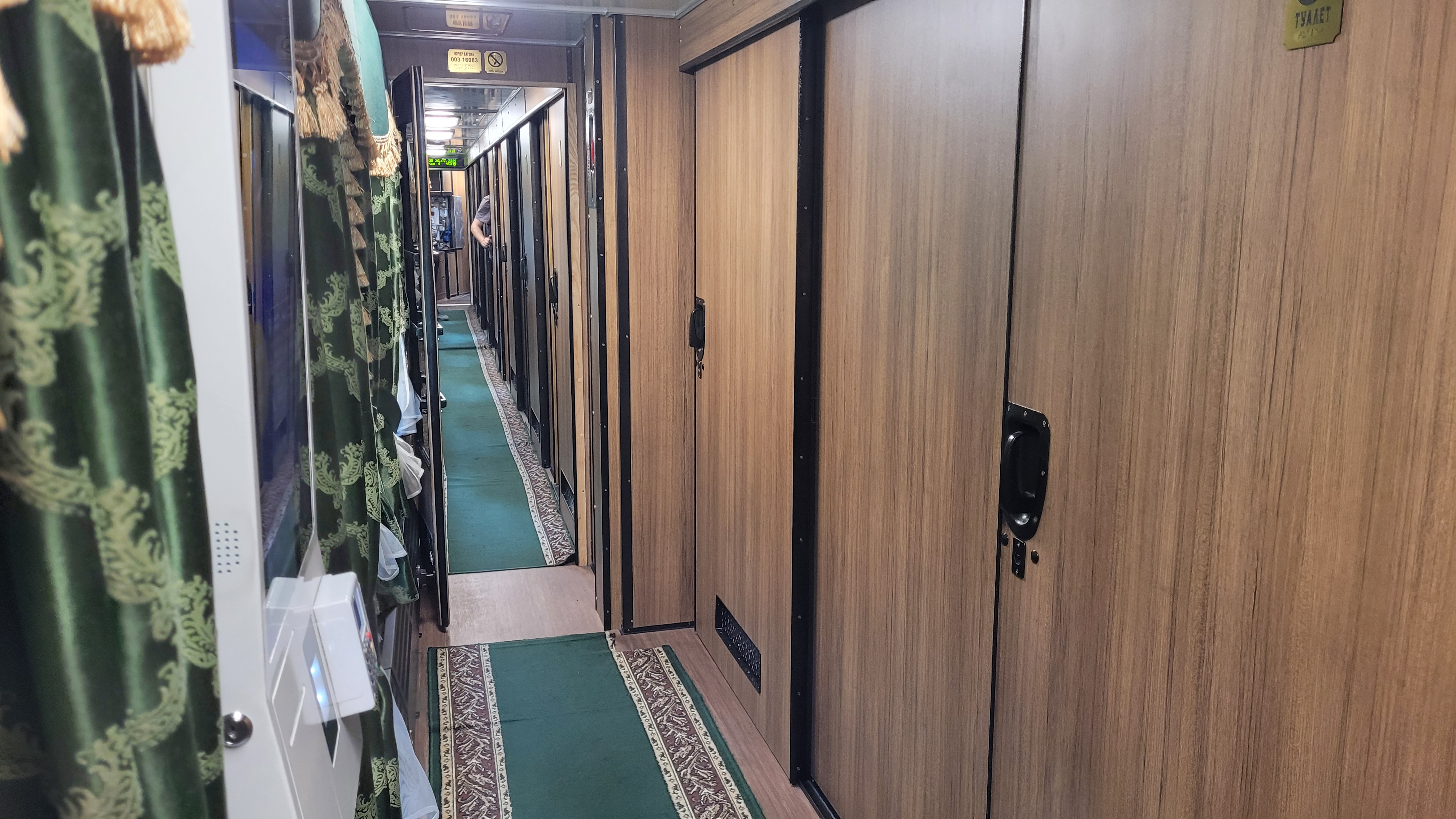
Коридор сидячего купейного вагона